# Сен-Панталеон (Лот)
Сен-Панталео́н (фр. Saint-Pantaléon) — колишній муніципалітет у Франції, у регіоні Окситанія, департамент Лот. Населення — 254 осіб (2011).
Муніципалітет був розташований на відстані близько 510 км на південь від Парижа, 90 км на північ від Тулузи, 17 км на південний захід від Каора.

## Історія
До 2015 року муніципалітет перебував у складі регіону Південь-Піренеї. Від 1 січня 2016 року належав до нового об'єднаного регіону Окситанія.
1 січня 2019 року Сен-Панталеон, Багат-ан-Керсі i Сен-Доне було об'єднано в новий муніципалітет Баргелонн-ан-Керсі.

## Демографія
Динаміка населення (INSEE ):
Розподіл населення за віком та статтю (2006):
| Стать | Всього | До 15 років | 15-24 | 25-44 | 45-64 | 65-85 | Понад 85 |
| --- | ------ | ----------- | ----- | ----- | ----- | ----- | -------- |
| Чоловіки | 112    | 8           | 16    | 20    | 40    | 24    | 4        |
| Жінки | 120    | 8           | 12    | 20    | 56    | 20    | 4        |
| \| Статево-вікова піраміда \| Статево-вікова піраміда \| Статево-вікова піраміда \| \| ----------------------- \| ----------------------- \| ----------------------- \| \| Чоловіки \| Вік \| Жінки \| \| 4 \| 85 + \| 4 \| \| 4 \| 80-84 \| 12 \| \| 4 \| 75-79 \| 0 \| \| 8 \| 70-74 \| 4 \| \| 8 \| 65-69 \| 4 \| \| 8 \| 60-64 \| 8 \| \| 16 \| 55-59 \| 20 \| \| 0 \| 50-54 \| 12 \| \| 16 \| 45-49 \| 16 \| \| 8 \| 40-44 \| 0 \| \| 0 \| 35-39 \| 16 \| \| 8 \| 30-34 \| 0 \| \| 4 \| 25-29 \| 4 \| \| 12 \| 20-24 \| 0 \| \| 4 \| 15-20 \| 12 \| \| 0 \| 10-14 \| 0 \| \| 0 \| 5-9 \| 4 \| \| 8 \| 0-4 \| 4 \| |        |             |       |       |       |       |          |
| Статево-вікова піраміда |        |             |       |       |       |       |          |
| Чоловіки | Вік    | Жінки       |       |       |       |       |          |
| 4 | 85 +   | 4           |       |       |       |       |          |
| 4 | 80-84  | 12          |       |       |       |       |          |
| 4 | 75-79  | 0           |       |       |       |       |          |
| 8 | 70-74  | 4           |       |       |       |       |          |
| 8 | 65-69  | 4           |       |       |       |       |          |
| 8 | 60-64  | 8           |       |       |       |       |          |
| 16 | 55-59  | 20          |       |       |       |       |          |
| 0 | 50-54  | 12          |       |       |       |       |          |
| 16 | 45-49  | 16          |       |       |       |       |          |
| 8 | 40-44  | 0           |       |       |       |       |          |
| 0 | 35-39  | 16          |       |       |       |       |          |
| 8 | 30-34  | 0           |       |       |       |       |          |
| 4 | 25-29  | 4           |       |       |       |       |          |
| 12 | 20-24  | 0           |       |       |       |       |          |
| 4 | 15-20  | 12          |       |       |       |       |          |
| 0 | 10-14  | 0           |       |       |       |       |          |
| 0 | 5-9    | 4           |       |       |       |       |          |
| 8 | 0-4    | 4           |       |       |       |       |          |

## Економіка
2010 року серед 149 осіб працездатного віку (15—64 років) 107 були активними, 42 — неактивними (показник активності 71,8%, у 1999 році було 63,9%). З 107 активних мешканців працювало 89 осіб (48 чоловіків та 41 жінка), безробітними було 18 (6 чоловіків та 12 жінок). Серед 42 неактивних 7 осіб було учнями чи студентами, 25 — пенсіонерами, 10 були неактивними з інших причин.

У 2010 році в муніципалітеті числилось 109 оподаткованих домогосподарств, у яких проживали 226,0 особи, медіана доходів виносила 18 063 євро на одного особоспоживача